# 英语中用作侮辱性称谓的民族名称列表
这是一个英语的辱骂性名词列表，其中的词源可以回溯到某些历史上的或古代的民族或宗教团体的名称，但是这些词汇已经失去了其本来的含义，并且不被使用到任何一个现实的民族或宗教身上。
这些词汇中的一些被用作蔑称或侮辱性称谓，该列表中的内容应避免与在另一个列表中、指代一个现代民族的“民族性蔑称”相混淆。

## Apache（阿帕奇人）
巴黎暴力团伙成员（来自对某些北美印第安人的集体性称谓）。

## Bohemian（波希米亚人）
某些过着离经叛道的艺术性生活方式的人（最初的含义来自波希米亚地区的居民；另说可能来自对源于波希米亚地区的吉普赛人的错误概念）。在大多数情况下不是侮辱性称谓。

## Bugger
与“鸡奸者（sodomite）”为同义词。来自中古英语的bougre、heretic—盎格鲁法语的bugre—中古拉丁语的Bulgarus，意为：保加利亚人（因保加利亚同因鸡奸行为被谴责的波格米尔人的联系而来）。

## Cannibal
用来形容吃人肉的人（最初指加勒比人，他们曾被错误地认为有食人行为）。

## Cohee
（美国）最初（18世纪中期），指进入弗吉尼亚-皮埃蒙特（Virginia Piedmont）地区的苏格兰-爱尔兰定居者；后期（18世纪晚期），指边疆蛮荒地区居民（backwoodsman）、乡巴佬（hick），或对“穷苦白人（poor white trash）”、尤指边界地区或阿巴拉契亚山区的居民的最具冒犯性的称谓；后来（美国内战以后），是弗吉尼亚-卡罗莱纳-田纳西-肯塔基地区偏僻地区独立小农的自称。

## Goth（哥特人）
粗鲁的人，没文化或不懂得高雅（来自公元410年东哥特部落洗劫罗马）；这是一个有些过时的词汇，在这方面与哥特亚文化（一种朋克摇滚文化）不同。

## Gringo
外国佬；在拉美国家是特别针对北美人和北欧人的蔑称。（来自西班牙语的griego一词，意指“希腊人”，或“绿山羊”一词的缩略词，后者最初指19世纪美国陆军军服。在罗马时代，外国人通常被分为希腊人（Greeks）和蛮族（Barbarians），以“希腊人（Greek）”一词指外国的或难懂的事物，可见于短语“it’s Greek to me”（我对此一窍不通）中。）

## Gyp
招摇撞骗的人，赛马拥有者，在英国也指某些学院中的男性校役。（来自Gypsy（吉普赛人），衍生自Egyptian（埃及人）一词。）

## Hun（匈人/匈奴人）
野蛮的或具有破坏性的人，在第一次世界大战中也是对德国人的民族性蔑称。（来自公元4世纪时首次出现于欧洲的游牧部落联盟，他们引发了日耳曼部落大规模向西迁徙，并在公元5世纪建立了扩张至欧洲的帝国，其中部分原因是他们洗劫富庶的罗马城市使其获得了大量财富。）

## Philistine（腓力斯丁人）
对艺术和文化的价值毫不关心的人。（来自根据圣经记载，在以色列人到达迦南时居于此处的族群。）

## Pygmy（俾格米人）
身材矮小的人。（可能源于某些狩猎-采集人群，如中部非洲的姆布提人（Mputi），有时他们全部被成为俾格米人，但是这个称呼实际上源于身材异常矮小的俾格米人。）

## Tartar（鞑靼人）
粗暴可怕的人，一个有些过时的词汇。（来自13世纪入侵欧洲的突厥游牧部落鞑靼人，后来笼统地泛指任何入侵欧洲的蒙古或突厥人。）

## Thug
不惜使用任何超常暴力的暴徒或恶棍。（来自印度的图基教，被认为实行抢劫和掐死受害人。）

## Vandal（汪达尔人）
蓄意或恶意毁坏财物的人。（来自公元455年洗劫罗马的东日耳曼部落。）